# Alter Friedhof Leeste
Der Alte Friedhof Leeste liegt im Ortsteil Leeste der Gemeinde Weyhe im niedersächsischen Landkreis Diepholz. Er war der Begräbnisplatz für die Verstorbenen aus den Weyher Ortsteilen Leeste, Erichshof und Melchiorshausen, sowie Angelse, Hagen und Hörden. Nachfolger-Friedhof ist der Leester Friedhof nordöstlich der evangelisch-lutherischen Marienkirche an der Hauptstraße.

## Beschreibung
Der maximal etwa 115 Meter lange und maximal etwa 80 Meter breite Friedhof liegt direkt östlich und südlich der Marienkirche am Henry-Wetjen-Platz. Der Kirchhof mit historischen Grabsteinen und Einfriedung ist als Baudenkmal ausgewiesen (siehe Liste der Baudenkmale in Weyhe, Kennziffer 251047.00013M001).

## Besonderheiten
Auf dem alten Friedhof ruhen in einem großen  Gräberfeld rechts hinter der Kirche insgesamt 107 Opfer der Weltkriege und der nationalsozialistischen Gewaltherrschaft. Im Einzelnen sind dies: 
- ein deutscher Soldat des Ersten Weltkrieges,
- 20 Zivilpersonen, die durch Unfälle, Luftangriffe und während der Kämpfe im April 1945 ums Leben kamen,
- 19 meist polnische und sowjetische Kriegsgefangene, die Zwangsarbeit leisten mussten sowie
- über 60 meist junge deutsche Soldaten des SS-Panzergrenadier-Ersatzbataillons 18 und anderer Teile der Jahrgänge 1927/28, davon sehr viele unbekannt. Die überwiegende Zahl der hier Ruhenden fiel in den Kämpfen um Leeste am 15. April 1945 oder verstarb später an den erlittenen Verwundungen.[2]